# Busbahnhof Šiauliai

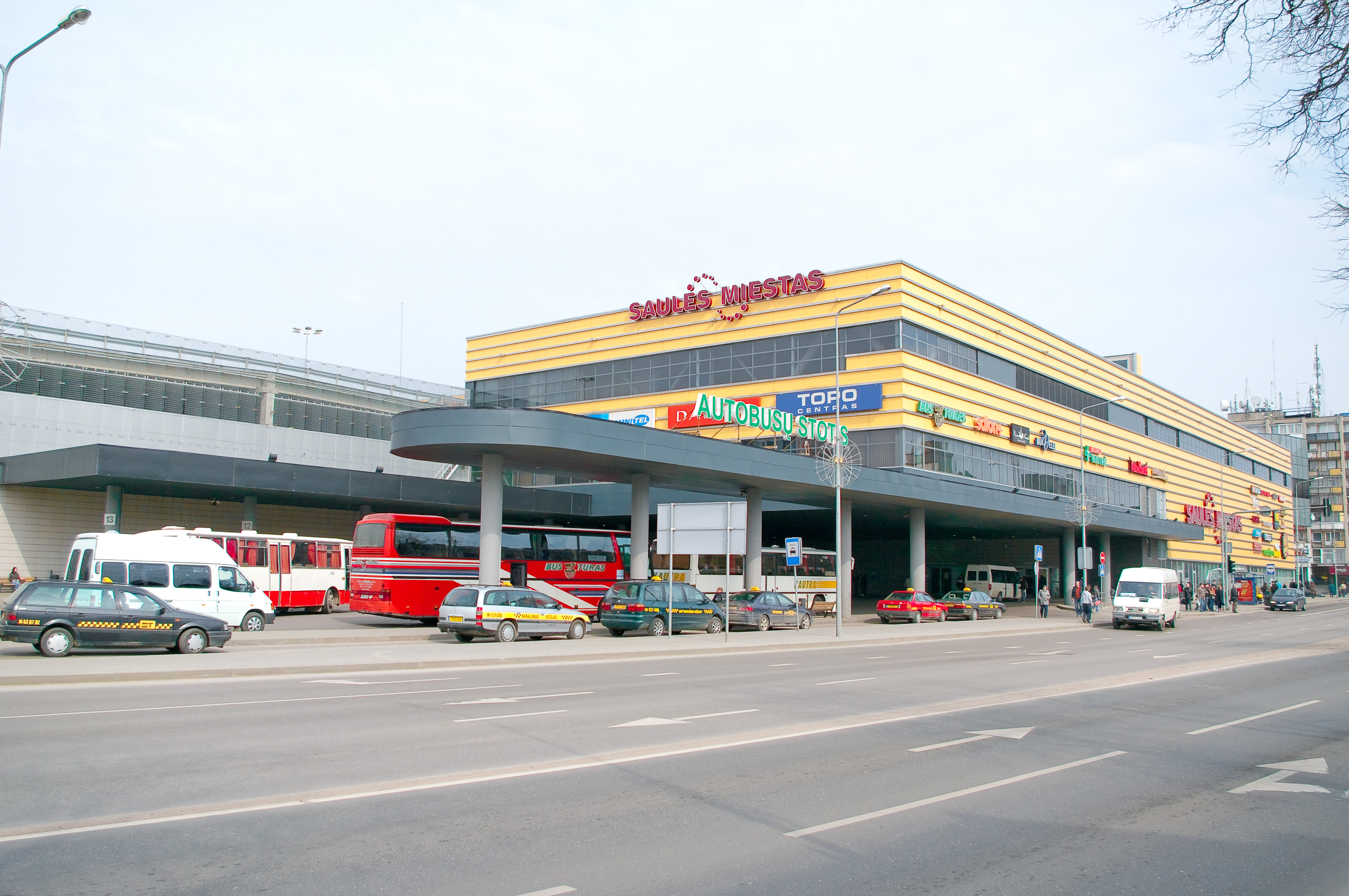
Busbahnhof Šiauliai

Der Busbahnhof Šiauliai (lit. Šiaulių autobusų stotis) ist ein Busbahnhof im Nordwesten Litauens, in der Großstadt Šiauliai. Er befindet sich im Einkaufs- und Freizeitzentrum „Saulės miestas“ (Adresse: Tilžės g. 109, LT-77159). Er wird vom litauischen Unternehmen UAB „Busturas“ verwaltet. Es gibt einige spezielle Abteilungen für Ticket und Versand (Päckchen und Kofferraum). Hier werden die Sendungen angenommen.

## Struktur
- Informationen zum Busfahrplan
- Buchhaltung
- E-Ticket-Kundendienstzentrum
- Internationales Ticketbüro
- Intercity-Ticketbüro[3]